# Vincetoxicum maeoticum
Vincetoxicum maeoticum är en oleanderväxtart som först beskrevs av Jurij Kleopov och som fick sitt nu gällande namn av Andrej Ivanovitj Barbaritj.
Vincetoxicum maeoticum ingår i släktet tulkörter och familjen oleanderväxter. Inga underarter finns listade i Catalogue of Life.